# Araneus adjuntaensis
Araneus adjuntaensis là một loài nhện trong họ Araneidae.
Loài này thuộc chi Araneus. Araneus adjuntaensis được Alexander Petrunkevitch miêu tả năm 1930.